# Parque natural de las Dunas de Corrubedo y lagunas de Carregal y Vixán
El parque natural de las Dunas de Corrubedo y lagunas de Carregal y Vixán o simplemente parque natural de Corrubedo (en gallego Complexo dunar de Corrubedo e lagoas de Carregal e Vixán) es un espacio natural protegido español, localizado en el vértice occidental de la península de Barbanza, entre la ría de Arosa y la ría de Muros y Noya, en el municipio coruñés de Ribeira. Su superficie es de 996,25 hectáreas y comprende las dunas y la playa junto a las lagunas de Vixán y de Carregal.
Además de Parque natural, las Dunas de Corrubedo son también Zona Ramsar (zona húmeda de importancia internacional) y está propuesta para la Red Natura 2000 junto con la isla de Sálvora y zonas marítimas contiguas (llegando a las 9264,64 ha).

## Accesos
Existen dos entradas al parque, la de O Vilar y la de Olveira, parroquia en la que se sitúan las dunas, lo cual genera polémica sobre su nombre, ya que hay quien considera que deberían llamarse "Dunas de Olveira". En la entrada de O Vilar se encuentran el centro de recepción de visitantes Casa da Costa y el centro de interpretación del ecosistema dunar.

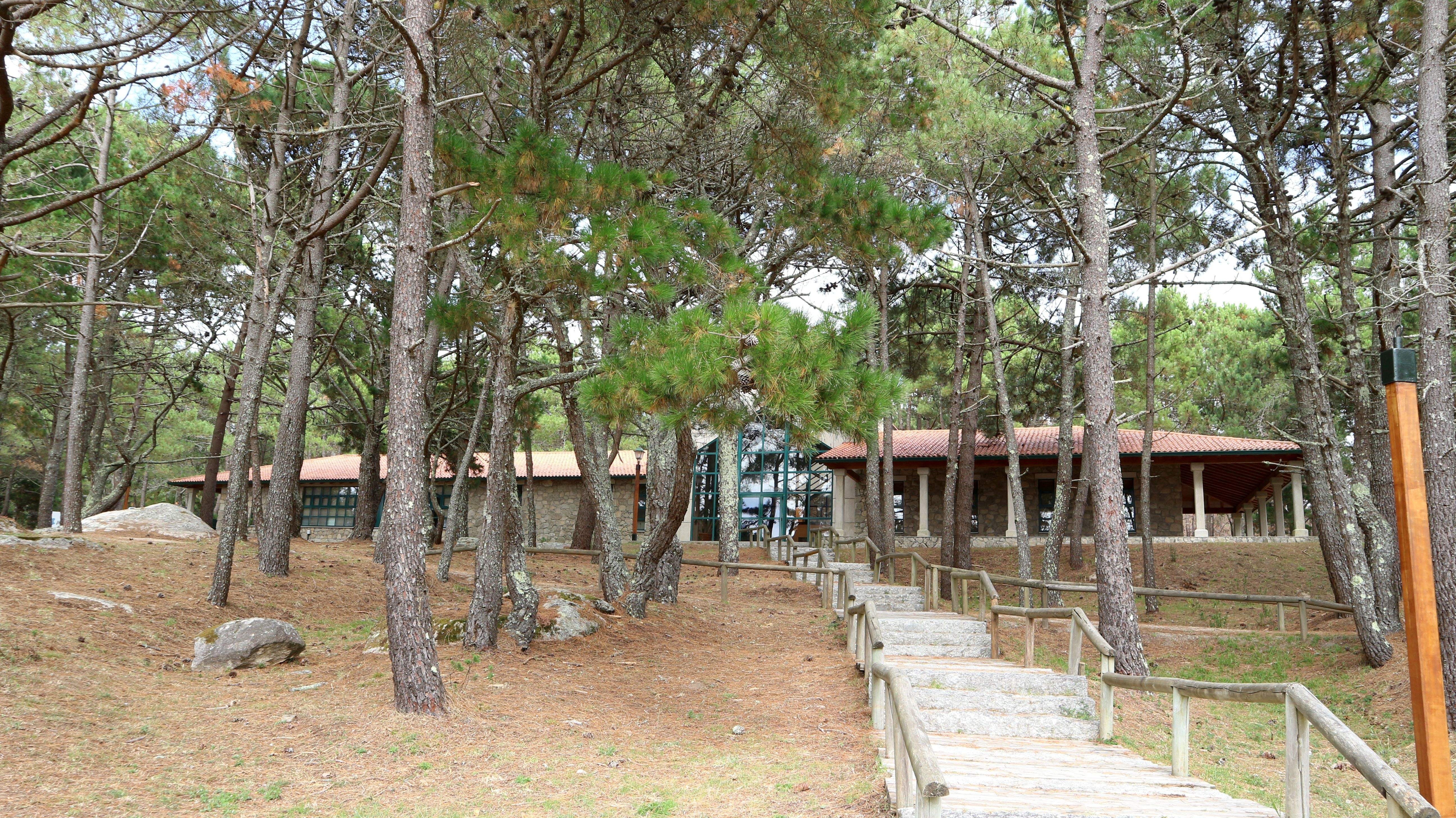
Centro de visitantes.
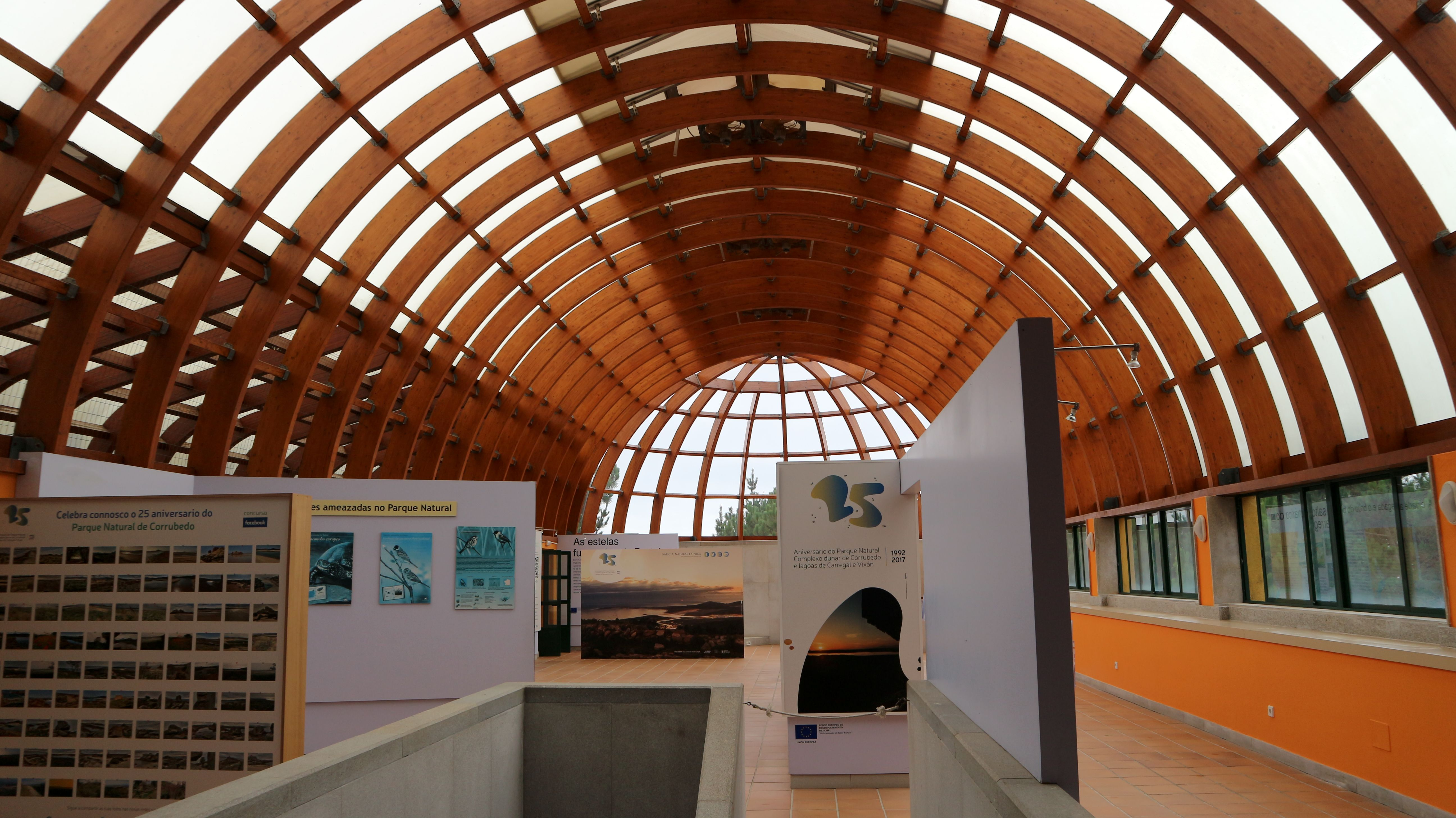
Centro de interpretación.

Desde ambas entradas parten 5 senderos.

## Ecosistemas

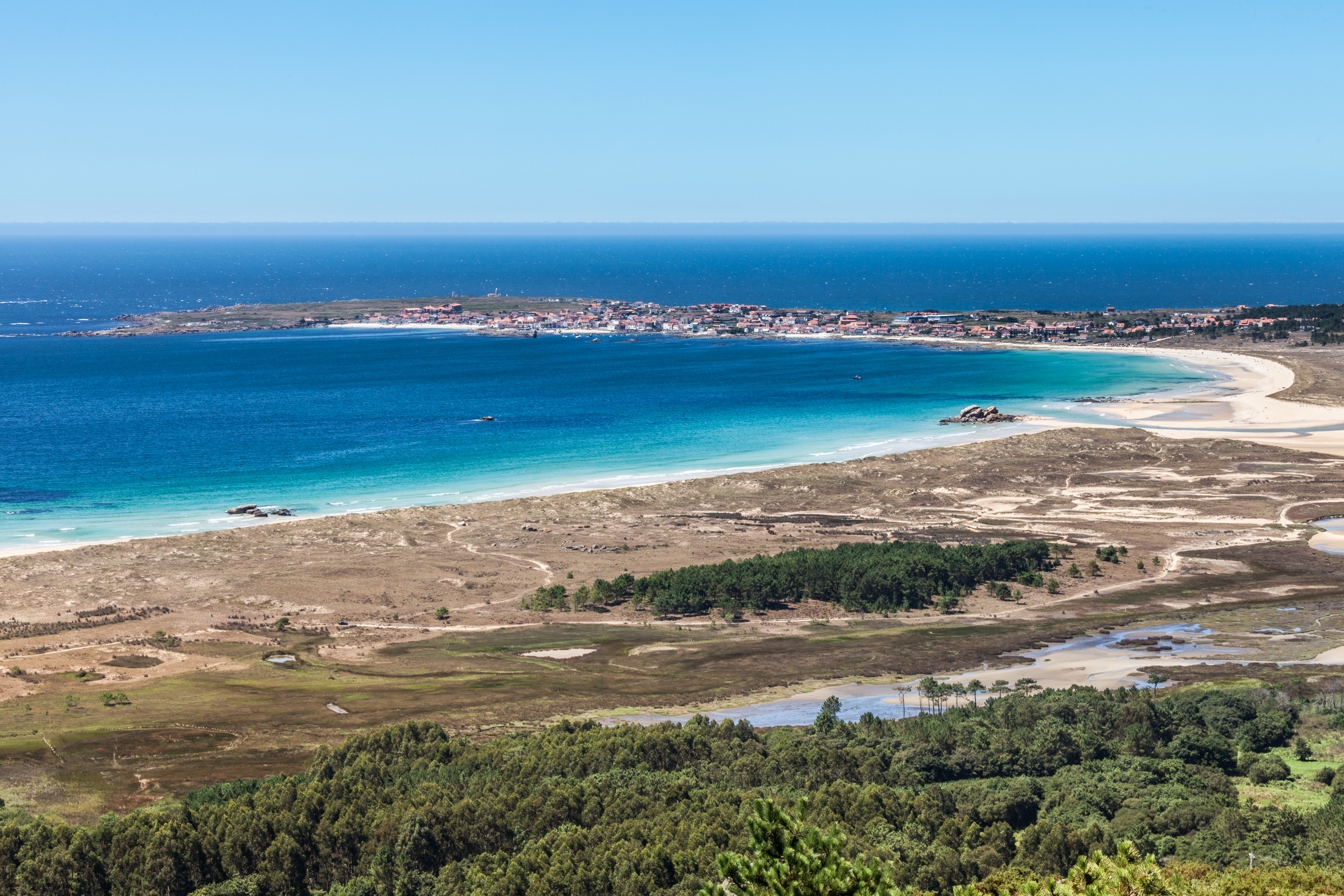
Playa y villa de Corrubedo desde el mirador de Pedra da Ra.

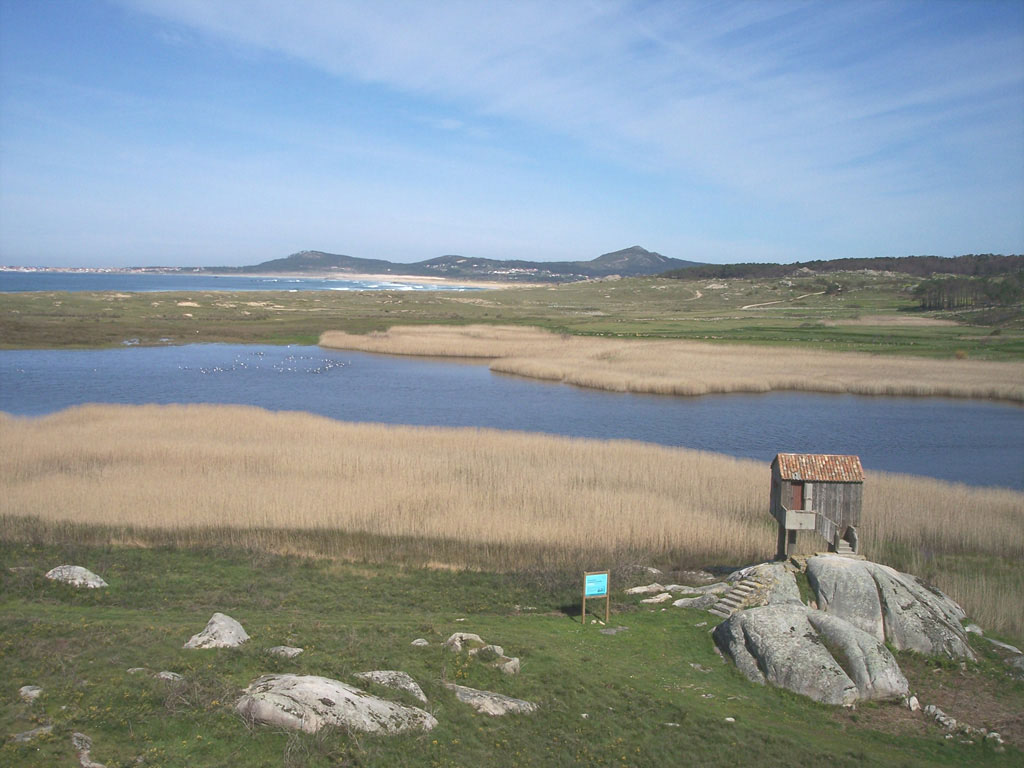
Laguna de Vixán.

El parque natural de Corrubedo presenta diferentes ecosistemas:
- El largo arenal semicircular que forma 4 kilómetros de playas. La zona más próxima a Corrubedo, formada por las playas de Ladeira y As dunas o Da Ferreira, presenta arenas finas y corrientes menos acusadas que en las playas del sur.
- Tras la desembocadura de la laguna do Carregal se extienden las playas do Castro, do Vilar y Anquieira, de arenas más gruesas y corrientes laterales bastante peligrosas.
- En las playas encontramos el cordón dunar, con la gran duna móvil, las más grande de Galicia, que da nombre al parque. La vegetación que la sostiene presenta especies muy valiosas y escasas, con algunos endemismos.
- Extendido por una amplia zona tras las playas y entre las lagunas están las dunas vegetadas, cubiertas por una abundante vegetación que presenta las especies más importantes.
- En las marismas se mezclan las aguas saladas del mar con las dulces procedentes del río Longo o de los arroyos de Sanchanás y de Sirves, que forman la laguna de Carregal.
- La laguna de Vixán, situada en el extremo sur del parque y alimentada por el arroyo do Vilar, es de agua dulce.
- En la periferia crecen pinares acompañados por algunos árboles autóctonos como carballos.

### Flora
En el parque natural se encuentran representados 247 taxones vegetales. Podemos encontrar especies adaptadas a la    gran aridez e inestabilidad del substrato arenoso, el cardo mariano, o la ammofila que fija los espaldones de playa, otras adaptadas al encharcamiento permanente, juncos, carrizos, ranúnculos, o bien especies halófitas como la salicornia. Algunas especies son endemismos del noroeste peninsular; están consideradas como vulnerables o en peligro de extinción.

### Fauna
Es importante destacar esta zona por su gran riqueza faunística (el 70% de las especies de anfibios y reptiles presentes en Galicia) de la que destaca sobre todo la ornitofauna. Los censos de aves acuáticas invernantes efectuados en los últimos años proporcionan una media de 2300 individuos reunidos en más de 35 especies. Algunas tan escasas como el chorlitejo patinegro conviven con andarríos, ostreros, zarapitos, agujas, en la playa y llanuras de fango; ánades, porrones, fochas, pollas de agua, garzas, cercetas, somormujos, en las masas de agua. No es infrecuente el observar aves marinas de paso como cormoranes, alcatraces, negrones o pardelas.

## Figuras de protección

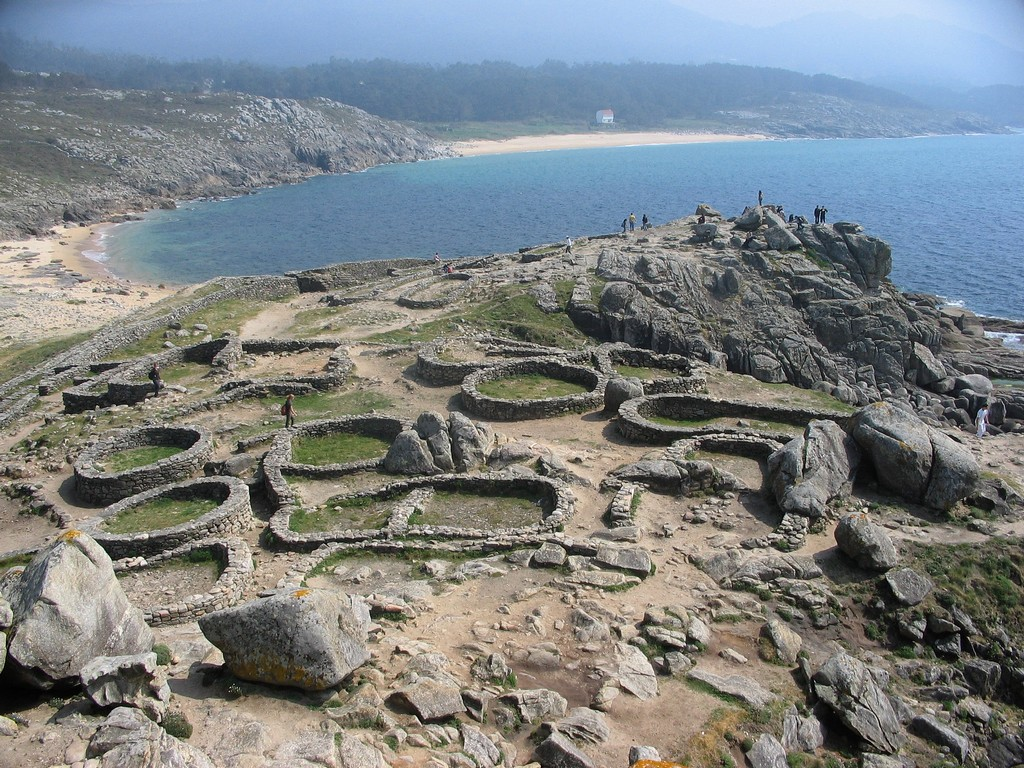
Castro de Baroña.

- Parque natural desde el 5 de junio de 1992.[4]
- Sitio RAMSAR, desde el 10 de septiembre de 1993 (n°598).[5]
- Lugar de importancia comunitaria (LIC), desde diciembre 2017, bajo el nombre oficial Complexo húmido de Corrubedo (n°ES1110006).[6]
- Zona de especial protección de aves (ZEPA), desde el 27 de marzo de 2014 (n°ES1110006).[7]
- Zona de especial protección de los valores naturales (ZEPVN), desde el 19 de junio de 2003 (n°ES0000313).[8]